# Акжарський сільський округ (Майський район)
Акжа́рський сільський округ (каз. Ақжар ауылдық округі, рос. Акжарский сельский округ) — адміністративна одиниця у складі Майського району Павлодарської області Казахстану. Адміністративний центр та єдиний населений пункт — село Великий Акжар.
Населення — 439 осіб (2021; 615 у 2009, 843 у 1999, 657 у 1989).
Станом на 1989 рік існувала Акжарська сільська рада (села Великий Акжар, Щакпар). Село Шокпар було ліквідоване 2004 року.

## Склад
До складу округу входять такі населені пункти:
| Населений пункт     | Старі назви | Населення, осіб (1989) | Населення, осіб (1999) | Населення, осіб (2009) | Населення, осіб (2021) |
| ------------------- | ----------- | ---------------------- | ---------------------- | ---------------------- | ---------------------- |
| Великий Акжар, село | -           | 509                    | 843                    | 615                    | 439                    |
| Шокпар, село        | Щакпар      | 148                    | -                      | -                      | -                      |